# Preußische Hagelversicherung
Die Preußische Hagelversicherungs-Aktiengesellschaft war eine 1864 gegründete deutsche Hagelversicherung aus Berlin.

## Geschichte
Am 6. Juli 1864 wurde die Konzession zur Gründung der Aktiengesellschaft erteilt. Diese erfolgte im darauffolgenden Jahr; das Geschäft entwickelte sich günstig. Finanzielle Mittel zur Gründung der Versicherung wurden von dem Bankier und Versicherungsunternehmer Hermann Henckel zur Verfügung gestellt. Mitglieder des Verwaltungsrates waren u. a. Hugo Fürst zu Hohenlohe-Oehringen und Wilhelm Malte II. Fürst und Herr zu Putbus. Im zehnten Jahr ihres Bestehens hatte sie eine Versicherungssumme von etwa 184 Millionen Mark erreicht.
Im Liquidationsjahr 1884 hatte die Preußische Hagelversicherungs-Aktiengesellschaft eine Versicherungssumme von 213 Millionen Mark (kaufkraftbereinigt in heutiger Währung etwa 1,9 Milliarden Euro). Im Jahr 1886 wurde die Neue preußische Hagelversicherungs-Gesellschaft auf Gegenseitigkeit gegründet, die Geschäfte der liquidierten Vorgängergesellschaft übernommen und eine neue Konzession beantragt.
Langjähriger Direktor der Versicherung ab Februar 1911 bis Anfang 1930er Jahre war Julius Scherenberg. Um 1915 war der Sitz der Gesellschaft die Bernburger Str. 24/25 in Berlin SW. 1920 hatte die Gesellschaft einen Versicherungsbestand von 12.566 Policen und etwa 81 Millionen Mark (kaufkraftbereinigt in heutiger Währung etwa 51 Millionen Euro).
Mit Wirkung ab 1. Januar 1932 wurde die „Preußische Hagelversicherungs-Gesellschaft“ durch die „Norddeutsche Hagelversicherung“ übernommen, die wiederum 1993 in der Vereinigten Hagelversicherung aufging.